# Klaviersonate Nr. 6 (Mozart)
Die Klaviersonate Nr. 6 in D-Dur KV 284 (205b) von Wolfgang Amadeus Mozarts ist eine Klaviersonate mit drei Sätzen. Sie wurde während der Reise nach München anlässlich der Produktion der Oper La finta giardiniera zwischen dem späten 1774 und dem März des nächsten Jahres komponiert, als Mozart 18 Jahre alt war, und ist die Sechste eines Zyklus von sechs Sonaten mit steigendem Schwierigkeitsgrad, die auf dieser Reise entstanden sind. Das Werk ist mit „Dürnitz“ untertitelt, welches für den Amateur-Fagottisten und -Pianisten, Freiherr Taddäus von Dürnitz, geschrieben worden ist. Da von Dürnitz ihm nicht die erwartete Anerkennung zuteilkommen ließ, widmete Mozart die Sonate später der Gräfin von Cobenzl, der Tochter von Philipp von Cobenzl, auf dessen Schloss Cobenzl Mozart regelmäßig verkehrte.
Die durchschnittliche Aufführungsdauer beträgt zwischen 20 und 25 Minuten.

## Sätze

### 1. Satz: Allegro
Zum ersten Mal wagt sich Mozart in diesem Klavierwerk ins Orchestrale und die Sonate lebt in ihrem Verlauf vom Wechsel zwischen Tutti und Solo. Der Kopfsatz dieser sechsten und zugleich anspruchsvollsten und brillantesten Sonate seines ersten Zyklus beginnt unisono: Die erste Themengruppe besteht aus 12 Takten mit einer dreiteiligen Gliederung. Bei dem ersten Motiv sind die Notenwerte im Kopfsatz doppelt so schnell, bei den anderen beiden Motiven in der ersten Themengruppen ist dies umgekehrt. Nach zehn Takten erscheint das zarte und einstimmig beginnende Seitenmotiv in der Dominanten, welches anschließend motivisch verarbeitet wird, bevor die Schlussgruppe erscheint. Absteigende Sextakkorde stellen die Brücke von der barocken zur klassischen Musik dar. Ab Takt 52 moduliert Mozart durch diverse Molltonarten, bis in Takt 72 die Reprise erscheint, welche in der Tonika gehalten ist.

### 2. Satz: Rondeau en polonaise (Rondo und Polonaise)
Untypisch ist die langsame Bezeichnung Andante. Die Form dieses dialogartigen Rondos, das durch dynamische Vorschriften unterstrichen wird, entspricht dem Sonatenrondo A–B–A–C–A–B–A–D, wobei C der Durchführung entspricht und D der Coda.

### 3. Satz: Tema con variazione
Der letzte virtuos und fröhlich gestimmte Satz im Gavotte-Rhythmus besitzt insgesamt 12 Variationen. Das Thema und die Variationen bestehen aus dem Formschema A–A–B–A, wobei jeder Abschnitt aus vier Takten besteht; nach acht Takten wird je ein Wiederholungszeichen gesetzt.
In der ersten Variation verwendet Mozart Triolen und in der nächsten wird das Thema auf beiden Händen aufgeteilt. In Variation III besteht das Thema aus 16telnoten. In der vierten Variation wechseln die 16telnoten in die linke Hand und die rechte Hand besteht vornehmlich aus Akkorden. Anschließend verwendet Mozart in Variation V Repetition- und Umschreibungsnoten in der rechten Hand. Daraufhin setzt Mozart in der nächsten Variation gebrochene Dreiklänge in der Mittelstimme. Die siebte Variation ist in d-Moll, der Molltonika. Variation VIII besteht vornehmlich aus Oktaven in der rechten Melodiestimme. In Variation IX beginnen die Themen in den jeweiligen Stimmen zeitversetzt. In der nächsten Variation beginnt das Thema in dem ersten und dritten Formteil in der linken Hand, wobei die rechte mit gebrochenen Oktaven begleitet. In den Formteilen ist dies umgekehrt der Fall. Die XI. Variation enthält die Tempobezeichnung adagio cantabile und ist doppelt so lang, wobei die zweite verdreifacht vorkommt. Diese Variation steht im Autograph in einer relativ wenig verzierten Fassung und es ist davon auszugehen, dass Mozart sie beim eigenen Vortrag der Sonate je nach Lust und Laune auszierte. Eine dieser Auszierungen erschien später im Jahr 1784 in Wien bei der Drucklegung und zeigt, wie Mozart ornamentierte. In der letzten Variation wird erneut das Tempo (Allegro) und sogar der Takt (3/4) gewechselt. Auch diese ist mit 38 Takten deutlich länger und enthält wie die Variation zuvor keine Wiederholung.